# Смёртное
Смёртное (также Смертное или Смертно) — озеро в Маевской волости Новосокольнического района Псковской области. Расположено на северных склонах Вязевских возвышенностей.
Площадь — 1,6 км² (162,8 га; с островами — 165,8 га). Максимальная глубина — 4,6 м, средняя глубина — 2,8 м.
На берегу озера расположены деревни: Антропково, Жуково, Исаково.
Проточное. Относится к бассейну реки Смертянка, притока Насвы, впадающей в Смердель, которая, в свою очередь, является притоком реки Ловать.
Тип озера лещово-уклейный с судаком. Массовые виды рыб: лещ, щука, плотва. уклея, окунь, густера, ерш, красноперка, карась, линь, налим, язь, пескарь, вьюн, щиповка; широкопалый рак (единично).
Для озера характерны: в литорали — песок, глина, камни, заиленный песок, ил, в центре — ил, заиленный песок, песок, камни, на берегу — леса, луга, болото.